# Municipio de Brampton (Míchigan)
El municipio de Brampton (en inglés: Brampton Township) es un municipio ubicado en el condado de Delta en el estado estadounidense de Míchigan. En el año 2010 tenía una población de 1050 habitantes y una densidad poblacional de 15,87 personas por km².

## Geografía
El municipio de Brampton se encuentra ubicado en las coordenadas 45°55′00″N 87°2′59″O / 45.91667, -87.04972. Según la Oficina del Censo de los Estados Unidos, el municipio tiene una superficie total de 66.16 km², de la cual 61,49 km² corresponden a tierra firme y (7,07 %) 4,68 km² es agua.

## Demografía
Según el censo de 2010, había 1050 personas residiendo en el municipio de Brampton. La densidad de población era de 15,87 hab./km². De los 1050 habitantes, el municipio de Brampton estaba compuesto por el 96,38 % blancos, el 2,19 % eran amerindios, el 0,1 % eran asiáticos y el 1,33 % eran de una mezcla de razas. Del total de la población el 0,67 % eran hispanos o latinos de cualquier raza.